# Mit dreihundert PS Vollgas
Mit dreihundert PS Vollgas hieß ein stummes Kriminaldrama, das Valy Arnheim 1919 nach einem Drehbuch, das er nach einer Vorlage von Paul Rosenhayn verfasst hatte, für die Düsseldorfer „Rhenania Film“ als Bestandteil seiner “Harry Hill”-Detektivserie realisierte.

## Handlung
Der Sekretär in einem Automobilwerk wird des Diebstahls verdächtigt. Detektiv Harry Hill kann ihn entlasten und die wirklichen Diebe dingfest machen.

## Hintergrund
Der Film, eine Produktion der Rhenania Film, wurde im September 1919 in den Sportpalast-Lichtspielen Berlin uraufgeführt. Als er dann am 3. Dezember 1920 der Reichsfilmzensur vorgelegt wurde, belegte sie ihn unter der Nr. B0710 mit Jugendverbot.
Laut GECD und IMDb gab es auch eine Fassung mit 4 Akten und 1600 Metern Länge. Sie würde bei 16 BpS 87 Minuten laufen.

## Rezeption
Der Film wurde erwähnt in:
- Kino-Briefe No. 30, 1919
- Kino-Briefe No. 33, 1919
- Der Film No. 39, 1919
- Filmtechnik No. 12, 1919
- Filmtechnik No. 14, 1919
- Paimanns Filmlisten No. 386, 1923
- Paimanns Filmlisten No. 392, 1923

und ist verzeichnet bei
- Lamprecht Vol. 19 No. 399

Das “Colosseum” in Magdeburg, Breiter Weg 147, zeigte „Mit 300 P.S. Vollgas -  4 Akte - 2. sensationelles Erlebnis des Meisterdetektivs Harry Hill“ am Dienstag, den 2. Dezember 1919 und den folgenden Tagen, wie eine Anzeige in der Magdeburger “Volksstimme” bekanntgab.
Die Berliner „Concordia Lichtspiele“, Andreasstraße 64, warteten als „führendes Theater des Ostens“ im Vorprogramm zu „Mit 300 PS Vollgas“ 1919 sogar mit einem corps de ballet aus fünf Tänzerinnen als zusätzlicher Attraktion auf.